# 刘凤海
刘凤海（1957年11月—），内蒙古赤峰人，中華人民共和國政治人物。汉族。1982年2月参加工作，1985年12月加入中国共产党。沈阳农学院植物保护专业毕业。2013年，当选第十二届全国人民代表大会辽宁地区代表。

## 經歷
1978年3月至1982年2月，在沈阳农业大学植物保护专业学习。毕业后进入辽宁省农业厅，1995年9月任辽宁省农业厅办公室主任、厅信息中心主任(其间：1996年11月至1998年12月，在中国社科院财贸和商业经济专业在职研究生学习)。1997年12月，任辽宁省人民政府办公厅正处级秘书。1998年8月，任苏家屯区人民政府副区长。2001年12月，任中共苏家屯区委副书记、代区长、区长。2004年9月，任沈阳市人民政府副秘书长、沈阳棋盘山开发区党工委书记、管委会主任。2010年3月，任辽宁省农村经济委员会副主任、党组副书记，辽宁省农村工作领导小组办公室专职副主任(正厅级)。2011年11月，任中共锦州市委副书记，副市长、代市长（2012年1月，当选锦州市长。2014年9月，任辽宁省人民政府办公厅党组成员、省政府驻北京办事处主任。
2017年11月17日，中共辽宁省纪委发布消息称，辽宁省驻京办主任刘凤海涉嫌严重违纪，正在接受调查。2018年4月，刘凤海因严重违纪违法被开除党籍和公职。